# Барьер неизвестности
«Барье́р неизве́стности» — советский художественный фильм режиссёра Никиты Курихина 1961 года о создателях и испытателях советского экспериментального пилотируемого гиперзвукового самолёта «Циклон».

## Сюжет
Далеко в среднеазиатских степях расположен полигон, на котором идут испытания новых реактивных самолётов, в том числе экспериментального летательного аппарата с ракетным двигателем на атомных радиоактивных ускорителях, стартующего из-под фюзеляжа самолёта-носителя и способного совершить суборбитальный пилотируемый космический полёт — достичь высоты термосферы в 100 км, а также скорости свыше 7200 км/ч.
На этот полигон направляются лётчик-инженер Сергей Фёдорович Байкалов и научный сотрудник Вера Борисовна Станкевич.

Во время полёта гибнет первый испытатель «Циклона» Казанцев. Необходимо понять причину катастрофы, чтобы не допустить её повторения. Положение осложняется тем, что Казанцев незадолго до катастрофы рассказывал об увиденном им в полёте свечении вокруг корпуса аппарата, для исследования механизма которого и была призвана Вера Станкевич. После возобновления полётов на втором экземпляре «Циклона» Байкалов никакого свечения не видит, однако во время второго полёта свечение появляется опять, более интенсивное, и авария случается на этот раз со вторым «Циклоном». Но «Циклон-2» остаётся структурно целым и управляемым, хотя из-за аварии началась утечка радиации. Летчик самолета-носителя спасает «Циклон-2», загодя зная, что утечка радиации, возможно, смертельна для него.

## В ролях

Кадр из фильма

| Актёр               | Роль                                             |
| ------------------- | ------------------------------------------------ |
| Вячеслав Шалевич    | лётчик-испытатель Сергей Фёдорович Байкалов      |
| Элла Сумская        | физик Вера Борисовна Станкевич                   |
| Николай Гриценко    | зам. главного конструктора Лагин Вадим Семёнович |
| Александр Граве     | Фёдор Васильевич Соколов                         |
| Василий Макаров     | лётчик-испытатель Олег Леонидович Казанцев       |
| Фёдор Никитин       | доктор Ромашов                                   |
| Валентина Кибардина | Марья Васильевна                                 |
| Владимир Максимов   | профессор                                        |
| Сергей Плотников    | лётчик-испытатель полковник Вавилов              |
| Владимир Марьев     | генерал                                          |
| Георгий Штиль       | пилот вертолёта                                  |
| Т. Тельник          | Анечка                                           |

## Съёмочная группа
- Авторы сценария: Борис Чирсков, Дмитрий Радовский, Михаил Арлазоров
- Режиссёр: Никита Курихин
- Оператор: Самуил Рубашкин
  - Ассистент оператора: Юрий Гаккель.
- Композитор: Моисей Вайнберг
- Художник: Георгий Кропачёв, Евгений Еней
- Сценарист: Дмитрий Радовский
- Камерный инструментальный ансамбль и квинтет электронных инструментов под управлением И. Варовича
- Директор картины — Михаил Шостак

## Технические стороны сюжетной линии
Кроме того, что в СССР велось множество проектов, аналогичных американским ракетопланам и орбитальным самолётам, по сообщениям авторитетных американских изданий, таких как журнал «Missiles and Rockets», американские военные аналитики сообщали о возможном наличии у СССР функциональных (а не опытных) воздушно-космических летательных аппаратов аналогичного класса, на что указывал ряд признаков. На Западе этот гипотетический советский летательный аппарат получил индекс T-4A.